# 黃藍海豬魚
黃藍海豬魚，為輻鰭魚綱鱸形目隆頭魚亞目隆頭魚科的其中一種，分布於西南大西洋區，從法屬圭亞那至巴西聖保羅海域，棲息深度3-60公尺，本魚稚魚與雌性體藍色，背部有一個鮮黃色的區域從口部到背鰭基底；尾鰭有一個深色的斑點。成魚體上半部有一條寬的藍色斑紋;下半部淺藍色;一個斜的從眼到後頸的深色條紋，背鰭硬棘9枚；背鰭軟條12枚；臀鰭硬棘3枚；臀鰭軟條12枚，棲息在珊瑚礁、岩礁區生活習性不明。